# El Ejido
El Ejido és un municipi de la província d'Almeria, situat a l'est d'Andalusia. L'any 2006, tenia 75.969 habitants i era la localitat més poblada de la província després de la capital. La seva extensió superficial és de 227 km² i té una densitat de 334,6 hab/km². Les seves coordenades geogràfiques són 36° 46′ N, 2° 48′ O. Està situada a una altitud de 80 metres i a 32 quilòmetres de la capital de província, Almeria.
Limita al nord amb Dalías, a l'est amb Roquetas de Mar, La Mojonera i Vícar, a l'oest amb Berja i al sud amb la mar Mediterrània.

## Demografia
| 1996   | 1998   | 1999   | 2000   | 2001   | 2002   | 2003   | 2004   | 2005   | 2006   | 2007   |
| ------ | ------ | ------ | ------ | ------ | ------ | ------ | ------ | ------ | ------ | ------ |
| 47.610 | 50.170 | 51.485 | 53.008 | 55.710 | 57.063 | 61.265 | 63.914 | 68.828 | 75.969 | 78.105 |

## Entitats de població
| Entitat de Població          | Pob. (2006) |
| ---------------------------- | ----------- |
| El Ejido                     | 40.637      |
| Santa María del Águila       | 10.011      |
| Las Norias de Daza           | 7.854       |
| Balerma                      | 4.113       |
| Almerimar                    | 4.367       |
| San Agustín                  | 3.502       |
| Matagorda                    | 2.483       |
| Pampanico                    | 1.322       |
| Tarambana                    | 1.114       |
| Los Baños de Guardias Viejas | 566         |

## Esports
Destaca l'equip de futbol del Club Polideportivo Ejido, més conegut com "el Poli", que des de la temporada 2001/2002 va jugar a la Segona Divisió.

## Persones il·lustres
- Manolo Escobar (1931-2013), cantant.